# サッカーを中心としたスポーツ環境整備モデル事業
サッカーを中心としたスポーツ環境整備モデル事業とは、日本サッカー協会が行っていた日本のスポーツ環境をハード・ソフトの両面から向上させるようとする事業の名称である。

## 概要
2002 FIFAワールドカップの日本側の組織委員会であるJAWOCは黒字を計上、全ての事業の終了に伴い解散されたJAWOCはその黒字の多くを日本サッカー協会に寄付した。寄付を受けた日本サッカー協会は、地域に対する利益還元策として開催地となったスタジアムやキャンプ地などで自治体が主催するイベント開催への助成に利用すると共に、スポーツ界への利益還元策を立ち上げた。それがこのサッカーを中心としたスポーツ環境整備モデル事業である。

## 内容
事業内容は大きく二つに分けられる。一つは主にスポーツを取り巻く施設環境の向上を目的とするサッカーを中心としたモデル的スポーツ環境整備助成であり、もう一つはスポーツ施設やスポーツクラブを効果的・効率的に運営する事の出来る人材の育成を目的としたスポーツ組織マネジメント能力開発講座である。日本サッカー協会ではこのハードとソフトの二つの事業を一体的に展開しスポーツ環境の向上を図るとしている。

## サッカーを中心としたモデル的スポーツ環境整備助成
自治体の行うスポーツ施設整備（新設・増設・改修）に対しその費用の一部を助成する事で施設整備を促すことを目的とし、2004年度から2006年度までの3年間に渡って行われた。助成が行われたのは全23施設、総額は35億7759万7000円である。

### 助成の行われた施設
助成の行われた施設を助成の行われた年度順に記す。尚、カッコ内の金額は助成額である。

#### 2004年度
- 駒沢オリンピック公園総合運動場補助競技場・第二球技場　（1億2600万円）
- 新潟聖籠スポーツセンターアルビレッジ　（3億3800万円）
- 小笠山総合運動公園人工芝グラウンド　（1億2600万円）
- 野洲川歴史公園サッカー場　（2億3200万円）
- 大分県サッカー協会・大分スポーツ公園（大分スポーツ公園サッカー・ラグビー場/大分スポーツクラブ）　（2億3200万円）

#### 2005年度
- 札幌サッカーアミューズメントパーク　（3億3200万円）
- 神栖市矢田部サッカー場　（1億2600万円）
- 鹿沼市自然の森総合公園サッカー場　（1億2600万円）
- 埼玉スタジアム2002第4グラウンド　（1億4400万円）
- 市原スポレクパーク　（1億2600万円）
- 平塚市馬入ふれあい公園馬入サッカー場　（2億3200万円）
- 横浜みなとみらいスポーツパーク　（1億2600万円）
- 京都市下鳥羽公園球技場　（1億2600万円）
- いぶきの森球技場　（1億2600万円）
- 松江市営補助競技場　（1億2600万円）
- 福岡フットボールセンター　（1億124万7000円）

#### 2006年度
- 仙台市泉総合運動場泉グラウンド　（6000万円）
- 昭和町押原公園　（2億800万円）
- 千曲市サッカー場　（1億円）
- 万博記念公園総合スポーツ広場　（1億800万円）
- 廿日市市サッカー場　（1億2600万円）
- 徳島スポーツビレッジ　（2億800万円）
- 北条スポーツセンター球技場　（2235万円）

### その後
本事業以前には日本サッカー協会にこのような施設整備に対する助成事業は存在せず、一時的な寄付金を財源とした本事業も当初から時限的なものとされており結果的に当初の予定通り2006年度までの3年間で終了した。しかし日本サッカー協会はスポンサー料やテレビ放映権料などの収入の増加により潤沢な資金力を獲得、これを背景に本事業と入れ替わる形で2007年度からは、都道府県レベルでの普及・強化の拠点整備を進める為の都道府県フットボールセンター整備助成事業を開始した。助成の目的と財源は違うが、施設整備に対する助成という点は同じであり実質的な後継事業となっている。またこれらの助成事業とは別に堺市立サッカー・ナショナルトレーニングセンターの建設においても、建設費用のうち5億円を日本サッカー協会が負担している。

## スポーツ組織マネジメント能力開発講座
「JFAスポーツマネジャーズカレッジ○○○○」（○○○○の部分は当該年度の西暦）の名称で1年に1コース、半年から1年の期間を掛けて学ぶ講座で、2004年度から2006年度まで開催された。上記寄付金の一部がこの講座の開催費用に当てられており、参加者の受講料は宿泊費やテキスト代を含めて20万円という破格の安さとなった。内容は大学の講座の様なスポーツマネジメントの理論を学ぶものではなく、その理論を踏まえた上で現場で必要とされる実践的・実務的なスキルの習得を重視したものとなっている。
一時的な寄付金を財源としている為当初のアナウンスでは3年間の開催しか決まっておらずその後の継続開催は不透明とされていたが、2007年度からは新たに2つのコースを新設して「JFAスポーツマネジャーズカレッジ」の名称で継続されている。2007年度以降のこの事業は2006年度までと変わらぬ受講料となっているが、その財源や位置付け（サッカーを中心としたスポーツ環境整備モデル事業扱いなのか否か）については公式なアナウンスは成されていない。